# Veliki
Veliki sowie Velika, Velike und Veliko sind südslawische Wörter für groß.
Sie sind Beiname zahlreicher Ortschaften wie
- Veliki Tabor, Veliki Preslaw,
- Velika Kladuša, Velika Kopanica,
- Velike Lašče, Veliko Gradište oder Velikovec (Völkermarkt),
- und mit Akut auch tschechisch (z. B. Veliká Ves)

sowie häufige Familiennamen in Slowenien, der Slowakei und teilweise in Österreich und Bulgarien.